# Hybomitra taibaishanensis
Hybomitra taibaishanensis är en tvåvingeart som beskrevs av Xu 1985. Hybomitra taibaishanensis ingår i släktet Hybomitra och familjen bromsar. Inga underarter finns listade i Catalogue of Life.